# Змеїно (Псковська область)
Змеїно (рос. Змеино) — присілок в Невельському районі Псковської області Російської Федерації.
Населення становить 53 особи. Входить до складу муніципального утворення Плиська волость.

## Історія
Від 2015 року входить до складу муніципального утворення Плиська волость.

## Населення
| 2001 | 2002 | 2010 |
| ---- | ---- | ---- |
| 64   | ↗69  | ↘53  |